# Tentativa de golpe de Estado no Azerbaijão em 1995
A tentativa de golpe de Estado no Azerbaijão em 1995, também conhecida como Golpe Turco em Baku,  foi uma tentativa de golpe de Estado por membros das forças armadas do Azerbaijão, liderados pelo coronel Rovshan Javadov à frente de uma unidade de tropas do Ministério do Interior ("OMON"). O grupo visava tomar o controle do país do presidente Heydar Aliyev e reinstalar o ex-presidente Abülfaz Elçibay. O golpe foi frustrado quando o presidente turco Suleyman Demirel tomou conhecimento de que elementos na Turquia apoiavam a conspiração e telefonou para Aliyev para avisá-lo. Em 17 de março de 1995, as unidades das Forças Armadas do Azerbaijão cercaram os rebeldes em seu acampamento e os atacaram, matando Javadov. Relatórios na Turquia após o escândalo de Susurluk de 1996 detalharam o apoio ao golpe de elementos na Turquia.